# Sáp
Sáp es un pueblo ubicado en el distrito de Püspökladány, en el condado de Hajdú-Bihar, Hungría.

## Superficie
Posee una superficie de 19,22 kilómetros cuadrados.

## Demografía
Hasta 2019 la población era de 843 habitantes, con una densidad de población de 43,86 habitantes por kilómetro cuadrado.